# حكومة خالد شهاب الثانية
الحكومة اللبنانية السادسة عشر بعد الاستقلال، والأولى بعهد الرئيس كميل شمعون، وهي الحكومة الوحيدة التي ترأسها خالد شهاب بعد الاستقلال. شكلت الحكومة بموجب المرسوم رقم 3 بتاريخ 30 أيلول 1952، ونالت الثقة بأكثرية 67 صوتاً ضد 1 وامتنع صوتان، واستقالت بتاريخ 30 نيسان / أبريل 1953.

## أعضاء الحكومة
- خالد شهاب رئيساً لمجلس الوزراء ووزيراً للأنباء ووزيراً للداخلية ووزيراً للدفاع الوطني ووزيراً للعدلية.
- موسى مبارك وزيراً للأشغال العامة ووزيراً للبرق والبريد ووزيراً للخارجية والمغتربين.
- سليم حيدر وزيراً للتربية الوطنية ووزيراً للشئون الاجتماعية.

### تعديلات حكومية
في 6 شباط / فبراير خرج من الحكومة الوزير موسى مبارك، فعين رئيس الحكومة خالد شهاب بالإضافة لعملة وزيراً للأشغال العامة ووزيراً للخارجية والمغتربين، كما عين سليم حيدر وزيراً للبرق والبريد.

## وصلات خارجية
- موقع رئاسة مجلس الوزراء الرسمي